# Selška dolina
Selška dolina je dolga in ozka dolina pod Ratitovcem. Razteza se od Soteske do Petrovega brda. Obsega porečje Selške Sore, z izvirom v Sorici.

## Zgodovina
Selška dolina je dobila ime po kraju Selca, ki je tudi središče doline, največji kraj pa so Železniki.  Kot pove že ime njenega največjega mesta, ima zelo bogato zgodovino železarstva. V Železnikih stoji najbolje ohranjen plavž v Sloveniji, ki je deloval do leta 1902. S prenehanjem obratovanja tega plavža se je končalo obdobje kovaštva, za tem pa se je v dolini uveljavilo čipkarstvo, ki se je tja razširilo iz sosednje Idrije. V poznejših letih se je v dolini razvila strojna in lesna industrija. Največja podjetja v dolini so Domel, Alples in Niko.
V arheološkem in zgodovinskem oziru je Selška dolina slabo raziskana, zato še ni znano, kako je bila poseljena, preden so se v 6. stol. po njej naselili Slovenci. Arheološki dokazi iz okolice Kališ, Rudna in Češnjice pa nam govorijo, da so že v 4. stoletju pred našim štetjem tu nastanjeni prebivalci kopali in na primitivne načine tudi talili in obdelovali železovo rudo.

## Kolonizacija
Iz darilne listine iz leta 973 je razvidno, da je bila Selška dolina redko poseljena, zato so oskrbniki loškega gospostva začeli načrtno naseljevati po dolini slovenske naseljnike.
- Prvi val kolonizacije, ki jo imenujemo tudi srednjeveška kolonizacija,  je zajel vzhodni del doline, Podlonk - Škovine - Smoleva - Ojstri vrh.

- Drugi val kolonizacije imenujemo sariška kolonizacija, zajel pa je celotno ozemlje pod Ratitovcem, od Sorice do Podlonka. Tu so bili naseljeni edini tuji naseljniki, in sicer nemško govoreči Tirolci iz Pustriške doline. Skozi stoletja so se nemški prebivalci začeli mešati s slovenskim, tako da danes njihove naslednike lahko prepoznamo le še po nemških priimkih, kot so Frelih, Thaler, Koblar, Šmid, Torkar, Veber ...

Proti sredini 14. stoletja se je načrtno poseljevanje končalo. Slabo poseljen je ostal le hribovit del dna doline, kjer se danes nahajajo Železniki. Tako so brižinski škofje, ki so zelo dobro poznali naravne zaklade doline, kot so železova ruda, les, hitro tekoča voda, v ta del doline povabili italijanske kovače iz Furlanije, da bi pričeli z železarsko dejavnostjo. Furlani so že poznali modernejše načine taljenja železa v plavžih in predelave železa. Prva listina, ki govori o železarskih naseljencih, izvira iz leta 1348. Od takrat se začne razvijati kraj Železniki, ki je svoje prvo ime dobil prav po Italijanih oz. Lahih, saj so ga okoliški prebivalci imenovali Lahovše.
Kolonizacija ostalih hribovskih vasi se je končala v začetku 17. stoletja, imenujemo pa jo rovtarska kolonizacija.